# روي تشان
روي تشان (بالإنجليزية: Roy Chan) هو سباح سنغافوري، ولد في 28 نوفمبر 1955 في سنغافورة.

## روابط خارجية
- روي تشان على موقع الاتحاد الدولي للسباحة (الإنجليزية)
- روي تشان على موقع SwimRankings.net (الإنجليزية)
- روي تشان على موقع اللجنة الأولمبية الدولية (الإنجليزية)
- روي تشان على موقع أوليمبيديا (الإنجليزية)
- روي تشان على موقع اللجنة الأولمبية السنغافورية (الإنجليزية)
- روي تشان على موقع اتحاد ألعاب الكومنولث (مؤرشف) (الإنجليزية)